# Etapele Turului României 2009
Această pagină descrie etapele Turului României 2009.
- Tricoul Galben  liderul clasamentului în ierarhia generală.
- Tricoul Alb liderul clasamentului pe puncte.
- Tricoul Verde  cel mai bun cățărător.
- Tricoul Roșu liderul clasamentului sprinturilor (intermediare).
- Tricoul Albastru  cel mai bun rutier român.

## Etape

### Prolog - Sâmbătă, 6 iunie: Municipiul Constanța
Distanță: 5 km
| Nume               | Țară     | Echipă                    | Timp   |
| ------------------ | -------- | ------------------------- | ------ |
| Ioannis Tamouridis | Grecia   | Tableware-Gatsoulis Bikes | 6' 3"  |
| Koev Vladimir      | Bulgaria | Hemus 1896 Troyan         | 6' 16" |
| Pavel Shumanov     | Bulgaria | Hemus 1896 Troyan         | 6' 17" |
| Evgheni Gerganov   | Bulgaria | Hemus 1896 Troyan         | 6' 19" |
| Carol Eduard Novak | România  | Tușnad Cycling Team       | 6' 36" |

### Etapa I - Duminică, 7 iunie: Constanța - Giurgeni - Brăila, 178,6 km
| Poz. | Nume            | Țară     | Echipă              | Timp       |
| ---- | --------------- | -------- | ------------------- | ---------- |
| 1    | Alex Buttazzoni | Italia   | Cycling Team Friuli | 4h 11' 38" |
| 2    | Rino Zampilli   | Italia   | Hemus 1896 Troyan   |            |
| 3    | Daniel Petrov   | Bulgaria | Hemus 1896 Troyan   |            |

| Nume               | Țară     | Echipă                    |
| ------------------ | -------- | ------------------------- |
| Ioannis Tamouridis | Grecia   | Tableware-Gatsoulis Bikes |
| Alex Buttazzoni    | Italia   | Cycling Team Friuli       |
| Pavel Shumanov     | Bulgaria | Hemus 1896 Troyan         |
| Fabio Masotti      | Italia   | Cycling Team Friuli       |
| Dan Anghelache     | România  | Dinamo Secrom             |

### Etapa a II-a - Lluni, 8 iunie: Brăila - Tecuci - Adjud - Bacău, 200,4 km
| Poz. | Nume               | Țară   | Echipă                    | Timp       |
| ---- | ------------------ | ------ | ------------------------- | ---------- |
| 1    | Rino Zampilli      | Italia | Hemus 1896 Troyan         | 4h 39' 01" |
| 2    | Fabio Masotti      | Italia | Cycling Team Friuli       |            |
| 3    | Georgis Tzortzakis | Grecia | Tablewere-Gatsoulis Bikes |            |

| Nume               | Țară     | Echipă                    |
| ------------------ | -------- | ------------------------- |
| Ioannis Tamouridis | Grecia   | Tableware-Gatsoulis Bikes |
| Rino Zampilli      | Italia   | Hemus 1896 Troyan         |
| Pavel Șumanov      | Bulgaria | Hemus 1896 Troyan         |
| Angelov Hristomir  | Bulgaria | Cycling Club Burgas       |
| Dan Anghelache     | România  | Dinamo Secrom             |

### Etapa a III-a - Marți, 9 iunie: Bacău - Roman - Târgu Frumos - Botoșani, 160,2 km
| Poz. | Nume               | Țară     | Echipă                    | Timp       |
| ---- | ------------------ | -------- | ------------------------- | ---------- |
| 1    | Angelo Ciccone     | Italia   | Cycling Team Friuli       | 3h 39' 18" |
| 2    | Ioannis Tamouridis | Grecia   | Tableware-Gatsoulis Bikes |            |
| 3    | Daniel Petrov      | Bulgaria | Hemus 1896 Troyan         |            |

| Nume               | Țară    | Echipă                    |
| ------------------ | ------- | ------------------------- |
| Ioannis Tamouridis | Grecia  | Tableware-Gatsoulis Bikes |
| Rino Zampilli      | Italia  | Hemus 1896 Troyan         |
| Tamaș Csicsaky     | România | Tușnad Cycling Team       |
| Roman Viașnevski * | Ucraina | Miraje Ucraina            |
| Dan Anghelache     | România | Dinamo Secrom             |

### Etapa a IV-a - Miercuri, 10 iunie: Botoșani - Dorohoi - Siret - Rădăuți - Suceava, 134,2 km
| Poz. | Nume            | Țară    | Echipă                | Timp       |
| ---- | --------------- | ------- | --------------------- | ---------- |
| 1    | Rino Zampilli   | Italia  | Hemus 1896 Troyan     | 3h 16' 26" |
| 2    | Peiter Gnylvert | Belgia  | Cycling Club Burgas   |            |
| 3    | Zoltan Madaras  | Ungaria | Betonexpressz Limonta |            |

| Nume               | Țară     | Echipă                    |
| ------------------ | -------- | ------------------------- |
| Ioannis Tamouridis | Grecia   | Tableware-Gatsoulis Bikes |
| Rino Zampilli      | Italia   | Hemus 1896 Troyan         |
| Stefan Hristov     | Bulgaria | Cycling Club Burgas       |
| Tamaș Csicsaky     | România  | Tușnad Cycling Team       |
| Dan Anghelache     | România  | Dinamo Secrom             |

### Etapa a V-a - Joi, 11 iunie: Târgul Neamț - Miercurea Ciuc, 188 km
| Poz. | Nume            | Țară    | Echipă                | Timp       |
| ---- | --------------- | ------- | --------------------- | ---------- |
| 1    | Alex Buttazzoni | Italia  | Cycling Team Friuli   | 4h 39' 09" |
| 2    | Normounds Lasis | Letonia | Cycling Club Burgas   |            |
| 3    | Gergeli Ivanics | Ungaria | Betonexpressz Limonta |            |

| Nume               | Țară    | Echipă                    |
| ------------------ | ------- | ------------------------- |
| Ioannis Tamouridis | Grecia  | Tableware-Gatsoulis Bikes |
| Rino Zampilli      | Italia  | Hemus 1896 Troyan         |
| Tamas Lengyel      | Ungaria | Tușnad Cycling Team       |
| Roman Viașnevski   | Ucraina | Mirage Ucraina            |
| Dan Anghelache     | România | Dinamo Secrom             |

### Etapa a VI-a - Vineri, 12 iunie: Miercurea Ciuc - Sighișoara - Mediaș - Sibiu, 193 km
| Etapa a VI-a, rezultate \| Poz. \| Nume \| Țară \| Echipă \| Timp \| \| ---- \| ----------------- \| ----------------- \| ------------------------- \| ---------- \| \| 1 \| Alexey Shchebelin \| Rusia \| Tableware-Gatsoulis Bikes \| 4h 56' 59" \| \| 2 \| Alex Buttazzoni \| Bulgaria \| Cycling Team Friuli \| \| \| 3 \| Serghei Tvetcov \| Republica Moldova \| Delma 2003 Medgidia \| \| |                   |                   |                           |            |
| Poz. | Nume              | Țară              | Echipă                    | Timp       |
| 1 | Alexey Shchebelin | Rusia             | Tableware-Gatsoulis Bikes | 4h 56' 59" |
| 2 | Alex Buttazzoni   | Bulgaria          | Cycling Team Friuli       |            |
| 3 | Serghei Tvetcov   | Republica Moldova | Delma 2003 Medgidia       |            |

### Etapa a VII-a - Sâmbătă, 13 iunie: Sibiu - Cisnădie - Avrig - Bâlea Lac, 89,6 km
| Poz. | Nume              | Țară              | Echipă                    | Timp       |
| ---- | ----------------- | ----------------- | ------------------------- | ---------- |
| 1    | Alexey Shchebelin | Rusia             | Tableware-Gatsoulis Bikes | 2h 40' 44" |
| 2    | Pavel Shumanov    | Bulgaria          | Hemus 1896 Troyan         | 2h 40' 59" |
| 3    | Serghei Tvetcov   | Republica Moldova | Delma 2003 Medgidia       | 2h 41' 20" |

| Nume              | Țară    | Echipă                    |
| ----------------- | ------- | ------------------------- |
| Alexey Shchebelin | Rusia   | Tableware-Gatsoulis Bikes |
| Alex Buttazzoni   | Italia  | Cycling Team Friuli       |
| Tamas Lengyel     | Ungaria | Tușnad Cycling Team       |
| Roman Viașnevski  | Ucraina | Mirage Ucraina            |
| Tamaș Csicsaky    | România | Tușnad Cycling Team       |